# Kinematografia albańska
Kinematografia albańska – ogół produkcji i dystrybucji filmowej na terenie Albanii, rozumianej przed II wojną światową jako terytorium Księstwa Albanii (1914–1925), Republiki Albanii (1925–1928) oraz Królestwa Albanii (1928–1939); w trakcie II wojny światowej – jako protektorat włoski oraz terytorium okupowane przez Niemcy; od 1945 – w obecnym kształcie terytorialnym.
Na terenie Albanii, jako kraju zacofanego gospodarczo, pierwsze kino otwarte zostało dopiero w 1912 (po ogłoszeniu niepodległości zaś – w 1920), a dystrybucja filmowa w tym kraju była wielce ograniczona aż do końca II wojny światowej. Kinematografia Albanii jako przemysł filmowy została ukonstytuowana dopiero w 1945, jako narzędzie propagandy komunistycznej. Do momentu upadku rządów komunistycznych w 1990 główną wytwórnią produkującą filmy albańskie było Kinostudio, które w okresie dyktatury Envera Hoxhy produkowało przede wszystkim filmy wojenne poświęcone działaniom albańskiej partyzantki, mniejszą uwagę przywiązując do tematyki współczesnej. Po 1990, w obliczu likwidacji Kinostudia, albańska kinematografia doświadczyła trudności w dalszym rozwoju; dopiero w 1996 założone zostało Narodowe Centrum Kinematografii, które finansowało produkcję nowych filmów albańskich. Problemem, z którym mierzyło się kino albańskie po transformacji ustrojowej, był rozrachunek z komunizmem oraz promowanym przezeń prowincjonalnym kolektywizmem.

## Przed II wojną światową (1907–1945)
Za pionierów bałkańskiej kinematografii, w tym także albańskiej, uznawani są bracia Janaki Manaki oraz Milton Manaki. Podróżujący po Bałkanach fotograficy w 1907 zdobyli swoją pierwszą kamerę Bioskop 300. Za jej pomocą dokumentowali gwałtowne wydarzenia polityczne w swoim regionie, między innymi rewolucję młodoturecką w Turcji w 1908 oraz wojny bałkańskie w latach 1912–1913. Albańska kinematografia nie została jednak ukonstytuowana jako przemysł filmowy mimo ogłoszenia niepodległości przez Albanię w 1913. Pierwsze albańskie kino w Szkodrze zostało założone dopiero w 1912, na dodatek upadło dwa lata później w wyniku wybuchu I wojny światowej. Po niszczycielskiej dla kraju wojnie, w 1920 otwarto w mieście portowym Vlore kino pod nazwą „Perparimi”, a kolejne obiekty tego typu powstały wkrótce potem w Tiranie, Szkodrze oraz Beracie. Do albańskich kin przybywała głównie widownia niepiśmienna, gdyż dla niej filmy stanowiły jedną z nieliczną form kultury, na którą mogła sobie pozwolić. Widzowie odbierali seanse filmowe w sposób emocjonalny; jeden z przekazów poświęconych recepcji kina w Albanii opisywał, jak widz pragnący udzielić pomocy znajdującemu się w opresji bohaterowi rzucił w ekran bronią .
Dystrybucja filmów w Albanii odbywała się z opóźnieniem ze względu na zacofanie przemysłowe kraju. Jeszcze w 1937 funkcjonowało w Albanii zaledwie 14 kin, choć wszystkie były udźwiękowione. Do 1939 roku liczba otwartych kin wzrosła do 18, jednak rozwój dystrybucji filmowej zahamowała inwazja włoska na Albanię w tym samym roku.

## Socrealizm. Kinematografia albańska w czasach Envera Hoxhy (1945–1990)

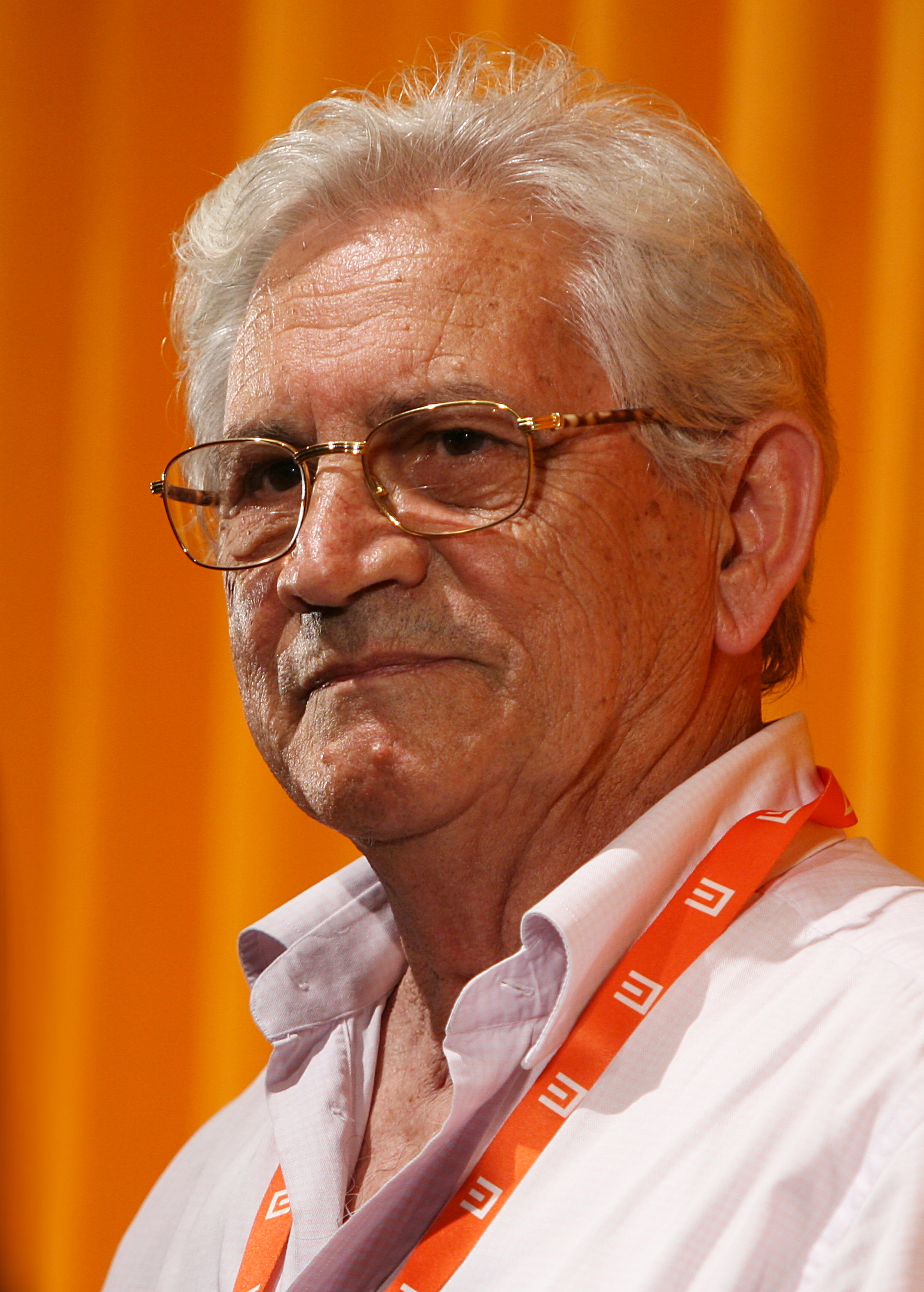
Piro Milkani, jeden z reżyserów albańskich okresu socrealizmu

Dopiero w 1944, kiedy Albania została wyzwolona przez albańskich partyzantów, nowy przywódca kraju Enver Hoxha zwrócił uwagę na kino jako ważny element propagandy. W 1945 założony został Albański Instytut Filmowy, który w 1952 stał się wytwórnią Kinostudio. Pierwszym pełnometrażowym filmem albańskim był stworzony w koprodukcji albańsko-radzieckiej Skanderbeg (1953) Siergieja Jutkiewicza, poświęcony tytułowemu bohaterowi narodowemu z XV wieku. Jako pierwsze samodzielnie wyprodukowane albańskie filmy wyróżniły się Jej dzieci (1957) Hysena Hakaniego oraz Tana (1958) autorstwa debiutującego Kristaqa Dhamo, dedykowane kolektywizacji wsi. Jednakże po obu filmach, dotykających aktualnej rzeczywistości Albanii, powstawały socrealistyczne produkcje o typowo militarystycznym charakterze: Debatik (1961) Hakaniego, Zwycięstwo nad śmiercią (1967) Gëzima Erebary i Pira Milkaniego, Zasadzka (1968) Mithata Fagu, Oddział partyzancki (1969) Hakaniego oraz Cichy pojedynek (1967) Dhimitra Anagnostiego. Filmy te w latach 70. i 80. XX wieku zostały wycofane z dystrybucji w kinach albańskich, ponieważ ich fikcyjni bohaterowie mogli być zbyt bliscy postaciom z kina sowieckiego; w 1968 Albania wystąpiła z Układu Warszawskiego, zrywając kontakty z ZSRR.
W latach 70. na coraz większym znaczeniu zyskiwały filmy albańskie odwołujące się do wodzowskiego mitu Envera Hoxhy. Filmy powstające w owym okresie zaczynały się od plansz z cytatami dotyczącymi przywódcy Komunistycznej Partii Albanii. Przykładowo, Ścieżki wojny (1974) Milkaniego rozpoczynały się od cytatu Hoxhy na temat bohaterstwa ludności wspierającej komunistyczną partyzantkę w trakcie II wojny światowej. Choć Hoxha nie zgodził się na to, żeby reżyserzy kręcili filmy fabularne bezpośrednio poświęcone jego osobie, pozwalał filmować biografie jego najbliższych towarzyszy z okresu walki partyzanckiej, na przykład w produkcjach Mały oddział (1979) Marka Topallaja, Członkowie Rady (1979) Xhezaira Dafy, Jesienne wymówki (1982) i Decyzja (1984) Dhamo oraz Bojownik (1984) Milkaniego. Bardziej fikcyjne postacie (komisarze partyjni, dowódcy wojskowi), które miały uosabiać przypisywane Hoxhy przez komunistyczną propagandę pozytywne cechy charakteru, pojawiały się w filmach takich jak Popiersie z brązu (1970), Gwiazdy długich nocy (1973) i Człowiek z armatą (1977) Viktora Gijki, Narzeczona i godzina policyjna (1978) Ibrahima Muçaja i Kristaqa Mitro tudzież Nielegalni (1976) Rikarda Ljarii i Saimira Kumbaro.
W filmach o tematyce współczesnej podkreślano pozytywny charakter wspólnej, kolektywnej pracy, czego przykładem jest emblematyczny dla albańskiego kina socrealistycznego Otwarte horyzonty (1968) Gijki. Ów film jest oparty przede wszystkim na ujęciach w planie średnim i dalekim zamiast na zbliżeniach, co podkreślało w momencie premiery bezosobowość „ludu pracującego”. Nieliczne w dorobku socrealistycznego kina Albanii były komedie, z których najbardziej wyróżniała się produkcja Kapedani (1972) Fehmiego Hoshafiego and Muharrema Fejzo. Ten lokalny wariant amerykańskiego filmu Franka Capry To wspaniałe życie stanowił pean na cześć emancypacji kobiet i równości płci. Feministyczne wątki pojawiały się również w twórczości Xhanfise Keko, która jako pierwsza albańska reżyserka zadebiutowała w 1973 dydaktycznym filmem fabularnym Mimoza llastica. Jej najbardziej cenionym utworem był Kiedy kręcono film (1981), „film o kręceniu filmu” z wątkiem rozpadu małżeństwa rodziców aktora dziecięcego. Tematykę współczesną poruszały również Cienie za nami (1985) Esata Musliu oraz Dobry człowiek (1982) Mitro i Muçaja, pozwalające sobie na krytykę pod adresem niżej postawionych urzędników bez podważania fundamentów ideologii komunistycznej.
Próbą nadania albańskiemu kinu większego prestiżu było powołanie do życia Narodowego Festiwalu Filmu Albańskiego w 1976; do 2001 udało się zorganizować osiem edycji festiwalu, a rodzime filmy były wysyłane na eksport do Chińskiej Republiki Ludowej, gdzie cieszyły się niebywałą popularnością. Prestiż wynikający z tegoż eksportu pozwalał albańskiemu kinu zrekompensować niemal całkowitą izolację kraju za rządów Hoxhy.
Po śmierci Envera Hoxhy system komunistyczny w Albanii zaczął się chwiać, niemniej jednak do 1990 skromna albańska kinematografia wciąż produkowała nawet około 13 filmów rocznie. W epoce komunistycznej kino stanowiło ważny element życia mieszkańców Albanii, a szacuje się, że każdy obywatel kraju szedł do kina co najmniej dziesięć razy rocznie.

## Po transformacji ustrojowej (po 1990)

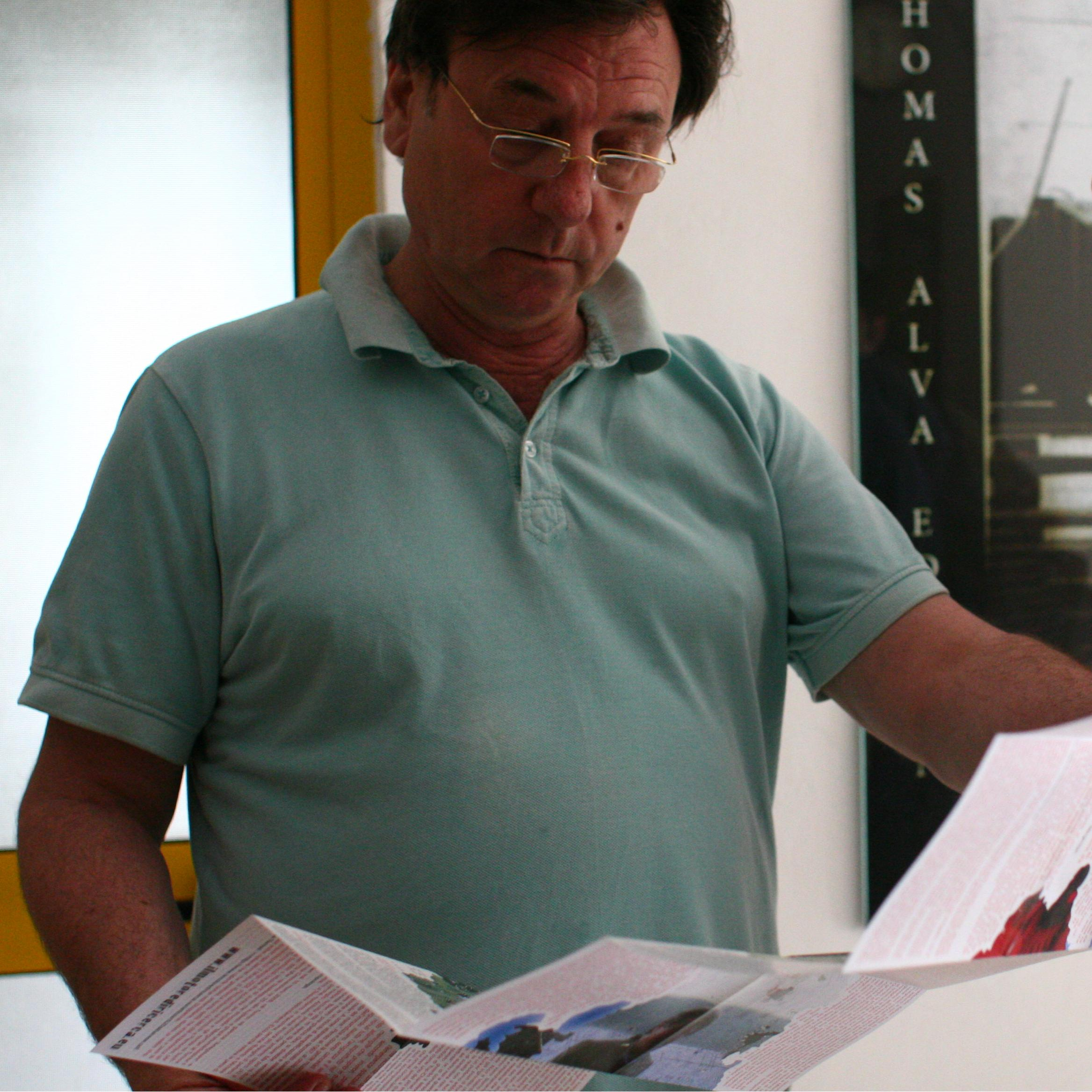
Kujtim Çashku, jeden z reżyserów epoki postkomunistycznej

Transformacja ustrojowa w Albanii oddziałała na lokalną kinematografię, która popadła w poważny kryzys. W 1991 rozwiązano Kinostudio, które zostało podzielone na cztery mniejsze spółki zajmujące się odpowiednio produkcją filmów fabularnych i animowanych oraz dystrybucją i archiwizacją filmów. W okresie 1991–1999 produkowano co najwyżej jeden–dwa filmy rocznie. Dopiero w kwietniu 1996 rząd albański utworzył Narodowe Centrum Kinematografii, jedyną państwową instytucję wspierającą lokalną kinematografię; do 2018 z pieniędzy Centrum sfinansowano produkcję 90 filmów fabularnych. W 1995 Kujtim Çashku założył komercyjną spółkę Orafilm, która odpowiedzialna była za produkcję utworu Pułkownik Bunkier (1996), pierwszego bezpośredniego rozrachunku z reżimem Hoxhy. Film poświęcony był paranoicznemu planowi budowy bunkrów przeciwatomowych na terenie Albanii w latach 1974–1981.
Na początku XXI wieku na znaczeniu zyskały inne produkcje podejmujące rozrachunek z promowanym przez reżim Hoxhy prowincjonalnym kolektywizmem. Utwór Hasła (2001) Gjergja Xhuvaniego demaskował opresyjność systemu komunistycznego na przykładzie surrealistycznej opowieści o współzawodnictwie w układaniu ze skał na zboczach wzgórz olbrzymich sloganów. Utrzymany w stylistyce sepii Tunel (2002) Ilira Batki ukazywał problem zacofania społecznego Albańczyków, któremu nie sposób przeciwdziałać. Ojciec i chrzestny (2006) Dhimitra Anagnostiego, którego akcja również toczy się w latach 30., portretował konserwatywną albańską prowincję mierzącą się z nadejściem przybysza, który reprezentuje przemiany modernizacyjne na terenie Albanii. Szczególnym zjawiskiem była wszechstronna twórczość Fatmira Koçiego, która obejmowała tworzone w koprodukcjach utwory takie jak komedia współczesna Tirana, rok zerowy (2001), dramat historyczny Czas komety (2008) dotyczący okoliczności przyznania Albanii niepodległości oraz dramat kryminalny Amsterdam Express (2013). W ramach rozprawy z dawnym komunistycznym dziedzictwem rząd albański rozważał zakaz rozpowszechniania rodzimych filmów powstałych za rządów Hoxhy, jednak plany te zostały oprotestowane przez środowisko filmowe.
Współcześnie na terenie Albanii organizowany jest Międzynarodowy Festiwal Filmowy w Tiranie, którego pierwsza edycja odbyła się w 2003.